# 柔毛宽蕊地榆
柔毛宽蕊地榆（学名：Sanguisorba applanata var. villosa）为蔷薇科地榆属下的一个变种。

## 扩展阅读
- 維基物種上的相關：柔毛宽蕊地榆